# 刘秉义
刘秉义（1935年6月—），河北秦皇岛人，祖籍天津宁河。中国男中音歌唱家，代表曲目为《我为祖国献石油》。第九届、十届全国政协委员，中国共产党党员（1960年入党）。

## 生平
刘秉义祖籍天津市宁河县芦台镇。1951年到华北军区政治干校学习，后在中国人民志愿军19兵团文工团工作，1957年在中央音乐学院声乐系就读，1962年毕业留校任教，1970年在中央乐团任独唱演员，1975年到1980年因杀人嫌疑被关押，1983年在中国轻音乐团任艺术指导和独唱演员，1996年在中国歌舞团任独唱演员。

## 争议

### 杀人嫌疑
1975年1月21日，作家杨沫之女马豁然在家中死亡。她生前与其声乐教师刘秉义有婚外情，而刘在出事前到过马豁然家中，是最后一个见到马的人。马豁然的弟弟作家老鬼说当时其家人认定刘是杀人者，但刘当时受到江青的赏识，江青还在刘被关押期间给刘送去一件大衣，最终无法定罪。刘在被关押五年之后因为证据不足被释放。